# Johann Amberg
Johann Nepomuk Amberg (28. ledna 1802 Innsbruck – 16. března 1882 Feldkirch) byl rakouský římskokatolický duchovní a politik německé národnosti, v 2. polovině 19. století generální vikář pro Vorarlbersko a krátce poslanec Říšské rady.

## Biografie
Pocházel z rodiny pekařského mistra. Studoval teologii na kněžském semináři v Brixenu. 19. prosince 1824 byl vysvěcen na kněze. Po čtyři měsíce působil jako pomocný kněz v Axamsu, v letech 1825–1828 jako pomocný kněz v Innsbrucku-Mariahilfu. V roce 1828 navštěvoval vyšší kněžský ústav Frintaneum ve Vídni a v letech 1829–1830 absolvoval pedagogický kurz v ústavu pro hluchoněmé ve Vídni. V letech 1830–1835 pak byl ředitelem ústavu pro hluchoněmé v Brixenu a v letech 1835–1837 v Hall in Tirol. V období let 1837–1841 vykonával funkci faráře v Hallu, pak od roku 1845 do roku 1850 městského faráře u sv. Jakuba v Innsbrucku. V roce 1850 byl jmenován c. k. školním radou pro národní školy v severním Tyrolsku a téhož roku i inspektorem pro národní školy v Tyrolsku a Vorarlbersku. V roce 1853 se stal kapitulním kanovníkem v Brixenu a v letech 1853–1861 vedl kněžský seminář v Brixenu. V letech 1854–1855 byl vrchním inspektorem škol v diecézi Brixen. Od roku 1855 byl chrámovým scholastikem. 11. ledna 1861 se stal děkanem chrámu a 5. dubna 1863 proboštěm v Brixenu. Od listopadu 1865 do března 1882 působil jako generální vikář pro Vorarlbersko. 29. listopadu 1865 byl ustanoven za titulárního biskupa v syrském Europu. V roce 1866 se stal světícím biskupem v Brixenu. Od roku 1870 do roku 1882 zastával funkci vrchního školního inspektora pro Vorarlbersko. V roce 1872 byl členem zemského muzejního spolku.
Byl aktivní i politicky. V letech 1848–1853 a 1859–1861 byl poslancem Tyrolského zemského sněmu. Po obnovení ústavního systému vlády a reformě zemské samosprávy pak od roku 1865 do roku 1882 působil jako poslanec Vorarlberského zemského sněmu, kde zasedal až do své smrti coby virilista.
Byl také poslancem Říšské rady (celostátního parlamentu Předlitavska, tehdy ještě nepřímo voleného), kam ho delegoval Vorarlberský zemský sněm v prosinci roku 1872. Zastupoval kurii virilistů za Vorarlbersko. Rezignaci oznámil na schůzi 15. ledna 1873, aniž by složil slib. V roce 1871 se uvádí jako Johann Amberg, biskup z Europu a generální vikář pro Vorarlbersko, bytem Feldkirch.
Zemřel v březnu 1882.